# Confédération générale des travailleurs (Venezuela)
Pour les articles homonymes, voir Confédération générale des travailleurs.
La Confederación General de Trabajadores (CGT - Confédération générale des travailleurs) est un syndicat du Venezuela affilié à la Confédération syndicale internationale et à la Centrale latino-américaine des travailleurs.